# Manuel Noriega
Manuel Antonio Noriega Moreno (Panamaváros, 1934. február 11. – Panamaváros, 2017. május 29.) panamai diktátor, katonatiszt. Panama politikai, katonai vezetője (1983-tól 1989-ig).

## Gyermekkora, tanulmányai
Noriega egy vegyes összetételű panamai családból származott, amelynek spanyol, afromaerikai és indián felmenői is voltak.
Anyja cseléd volt, aki igyekezett fiának jó oktatást biztosítani, ám igen fiatalon elhunyt, ezért a gyermeket keresztanyja vette magához, miután szülei nem voltak házasok. A középiskoláját Panama Cityben, katonai tanulmányait egy perui akadémián végezte el Limában, ahol kitűnt szorgalmával, igyekezetével. Hadnagyként tért haza, Omar Torrijos, Panama diktátora vette őt pártfogásába, a mentorává vált.

## Diktatúrája
Noriega 1971-ben lett a titkosszolgálat főnöke. Akkoriban még együttműködött az Egyesült Államokkal, amely a nicaraguai szandinisták elleni harcban számíthatott a segítségére, elsősorban információk formájában. 
1981. július 31-én Torrijos repülőgépe a levegőben felrobbant, a halálát követő időszakban Noriega a nemzetőrség feje és a védelmi erők vezetője lett. Az ő parancsára történt a hatalom átvétel, nem ő lett az elnök, de megkerülhetetlen vezetővé, Panama diktátorává vált.
Az Amerikai Egyesült Államok kormánya 1988-ban szüntette be az ország gazdasági és katonai segélyezését, miután Noriegát a kábítószer kereskedelem elősegítésével vádolták. Igyekeztek lemondásra bírni, miután diktatúrája alatt komoly gazdasági, politikai és társadalmi válságba sodorta az országot. 1989 márciusban puccsal próbálták átvenni a hatalmat helyi erők, de a kísérlet megbukott, a benne résztvevőket kivégezték.
A szabad választások eredményeit megsemmisítette, mondván külföldi beavatkozás történt. Az utcai harcok és rendbontások során több megválasztott képviselőt bántalmaztak, az újságok címlapjain vérző fejű politikusok voltak láthatók. A katonai beavatkozásra az okot két, az USA haditengerészetéhez tartozó hadnagy meggyilkolása szolgáltatta.
1989 decemberében az Egyesült Államok hadserege a Delta Force néhány különleges egységével karöltve, az úgynevezett „Igaz ügy” hadműveletben lerohanta Panamát, aminek számos polgár és katona esett áldozatul. Az országban ennek következtében katonai, gazdasági és társadalmi káosz alakult ki, Noriega lemondott és letartóztatták. 1992-ben az Egyesült Államokban bíróság elé állították, és 40 év börtönbüntetésre ítélték – többek között Medellin-kartellel való szövetkezés miatt. A büntetést előbb 30, majd jó magaviselete miatt 20 évre csökkentették. A francia hatóságok kérték a kiadatását, ezt követően a párizsi La Santé börtönbe került, 2011. december 11-én került vissza Panamába, ahol házi őrizet alatt állt. 2016-ban Noriegánál jóindulatú agydaganatot diagnosztizáltak, a műtétre való felkészülés céljából házi őrizetben tartották. Betegsége következtében halt meg 2017. május 29-én  a panamavárosi Santo Tomás kórházban, 83 évesen.

## Fordítás
- Ez a szócikk részben vagy egészben  a   Manuel Antonio Noriega című spanyol Wikipédia-szócikk ezen változatának fordításán alapul.  Az eredeti cikk szerkesztőit annak laptörténete sorolja fel. Ez a jelzés csupán a megfogalmazás eredetét és a szerzői jogokat jelzi, nem szolgál a cikkben szereplő információk forrásmegjelöléseként.

## Filmek
A Netflix streaming szolgáltató által készített 2023-as A kémek világa (Spy Ops) első évadának második része Noriega diktatúrájával és annak megbuktatásával foglalkozik a hírszerzés oldaláról nézve.
Életéről 2000-ben brit tévéfilm készült Noriega: Isten kegyeltje címmel. 